# Tatar de Crimée
Cet article concerne la langue tatare de Crimée. Pour le peuple tatar de Crimée, voir Tatars de Crimée.
Le tatar de Crimée est une langue turque parlée par les Tatars de Crimée, peuple installé autrefois dans la péninsule éponyme, dans l'ancienne URSS, en Bulgarie, en Roumanie, en Pologne, en Biélorussie, en Lituanie, en Estonie, en Lettonie, en Moldavie et en Turquie.
Cette langue ne doit pas être confondue avec une autre langue turque, parlée jusqu'à 1941 par les Karaïmes, le karaïm, ainsi qu'avec celle parlée par les Juifs Krymtchaks, le krymtchak, divisé en deux groupes, Krymtchak oriental, arrivée en Crimée depuis la Byzance de langue grecque au XIIe siècle et occidental, qui en est proche, mais comprend des mots issus de l'hébreu et de l'araméen. Elle a également été parlée en Pologne et Ukraine, mais n'est plus parlée qu'en Lituanie aujourd'hui.
Elle est considérée comme langue de minorité en Crimée (Ukraine), en Dobrogée  (Roumanie), tandis que ses locuteurs dans le monde sont environ 2 millions, dont 90 000 en Turquie, dans les provinces d'Adana, d'Eskişehir et d'Ankara.
L’Institut National des Langues et Civilisations Orientales ouvre une chaire d'étude du tatar de Crimée, aux côtés d'autres langues orientales, comme le turc et l'arabe.

## Alphabet

### Arabe

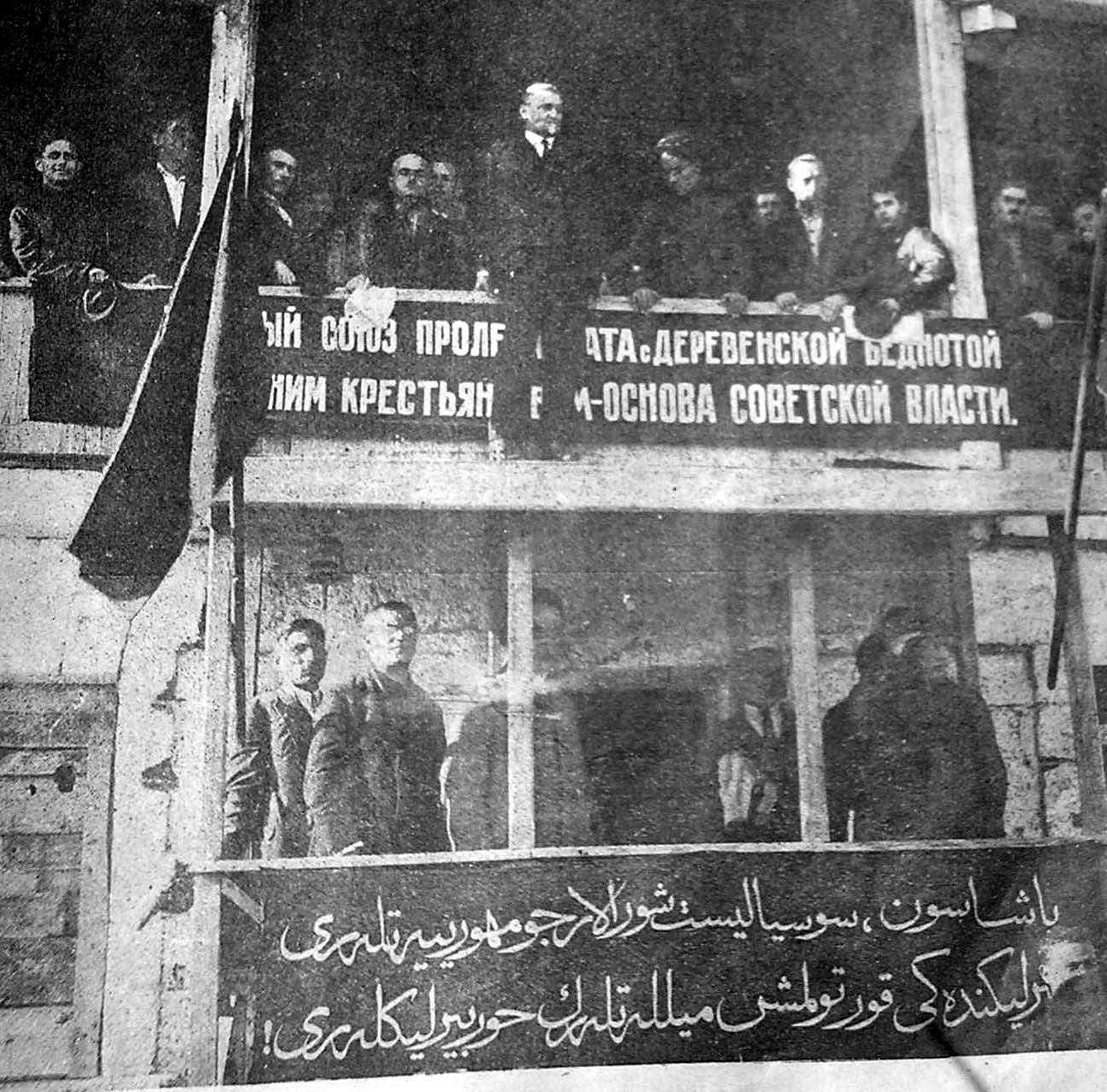
exemple de tatar écrit avec alphabet arabe.

L’écriture arabe est utilisée du XVIe siècle à 1928, date de son remplacement par l'alphabet latin basé sur Yañalif. L’écriture arabe tatar comporte des lettres ajoutées par rapport à l'arabe standard.
| Isolée | Finale | Médiane | Initiale | Nom                          | Latin Moderne        |
| ------ | ------ | ------- | -------- | ---------------------------- | -------------------- |
| ﺍ      | ﺎ      | —       | —        | elif                         | a, â                 |
| ﺀ      | —      | —       | —        | hemze                        | -                    |
| ﺏ      | ﺐ      | ﺒ       | ﺑ        | be                           | b, p (en fin de mot) |
| ﭖ      | ﭗ      | ﭙ       | ﭘ        | pe                           | p                    |
| ﺕ      | ﺖ      | ﺘ       | ﺗ        | te                           | t                    |
| ﺙ      | ﺚ      | ﺜ       | ﺛ        | se                           | s                    |
| ﺝ      | ﺞ      | ﺠ       | ﺟ        | cim                          | c                    |
| ﭺ      | ﭻ      | ﭽ       | ﭼ        | çim                          | ç                    |
| ﺡ      | ﺢ      | ﺤ       | ﺣ        | ha                           | -                    |
| ﺥ      | ﺦ      | ﺨ       | ﺧ        | hı                           | h                    |
| ﺩ      | ﺪ      | —       | —        | dal                          | d                    |
| ﺫ      | ﺬ      | —       | —        | zel                          | z                    |
| ﺭ      | ﺮ      | —       | —        | re                           | r                    |
| ﺯ      | ﺰ      | —       | —        | ze                           | z                    |
| ﮊ      | ﮋ      | —       | —        | je                           | j                    |
| ﺱ      | ﺲ      | ﺴ       | ﺳ        | sin                          | s                    |
| ﺵ      | ﺶ      | ﺸ       | ﺷ        | şin                          | ş                    |
| ﺹ      | ﺺ      | ﺼ       | ﺻ        | sad                          | s                    |
| ﺽ      | ﺾ      | ﻀ       | ﺿ        | dad                          | d, z                 |
| ﻁ      | ﻂ      | ﻄ       | ﻃ        | tı                           | t                    |
| ﻅ      | ﻆ      | ﻈ       | ﻇ        | zı                           | z                    |
| ﻉ      | ﻊ      | ﻌ       | ﻋ        | ayn                          | -                    |
| ﻍ      | ﻎ      | ﻐ       | ﻏ        | ğayn                         | ğ                    |
| ﻑ      | ﻒ      | ﻔ       | ﻓ        | fe                           | f                    |
| ﻕ      | ﻖ      | ﻘ       | ﻗ        | qaf                          | q                    |
| ﻙ      | ﻚ      | ﻜ       | ﻛ        | kef (kef-i arabiy)           | k (g, ñ)1            |
| ﮒ      | ﮓ      | ﮕ       | ﮔ        | gef (kef-i farsiy)           | g                    |
| ﯓ      | ﯔ      | ﯖ       | ﯕ        | nef (kef-i nuniy, sağır kef) | ñ                    |
| ﻝ      | ﻞ      | ﻠ       | ﻟ        | lâm                          | l                    |
| ﻡ      | ﻢ      | ﻤ       | ﻣ        | mim                          | m                    |
| ﻥ      | ﻦ      | ﻨ       | ﻧ        | nun                          | n                    |
| ﻭ      | ﻮ      | —       | —        | vav                          | v, o, ö, u, ü        |
| ﻩ      | ﻪ      | ﻬ       | ﻫ        | he                           | -, e, a              |
| ﻻ      | ﻼ      | —       | —        | lâm-elif                     | la, lâ               |
| ﻯ      | ﻰ      | ﻴ       | ﻳ        | ye                           | y, ı, i              |

1 — la lettre ﻙ (kef) est souvent utilisée à la place de ﮒ est ﯓ[pas clair].

### Premier alphabet latin

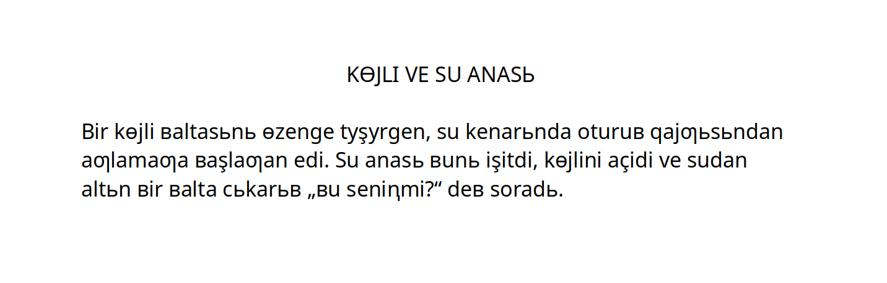
exemple de Tatar criméen en alphabet latin de 1920s.

En 1928, l’écriture arabe basée sur la Yañalif est remplacée par l'alphabet latin durant la latinisation de l'Union soviétique. Cet alphabet contient nombre de différences par rapport à la version moderne, en particulier les lettres : Ь ь, Ƣ ƣ, Ꞑ ꞑ, Ɵ ө, X x, Ƶ ƶ, I i alors que la version moderne a[pas clair] Â â, Ğ ğ, I ı, İ i, Ñ ñ, Ö ö, Ü ü, İ i et I ı s'inspire de l'alphabet turc.
| Alphabet de 1928 | Alphabet de 1997 | Alphabet de 1928 | Alphabet de 1997 | Alphabet de 1928 | Alphabet de 1997 |
| ---------------- | ---------------- | ---------------- | ---------------- | ---------------- | ---------------- |
| A a              | a                | Ь ь              | ı                | R r              | r                |
| B ʙ              | b                | K k              | k                | S s              | s                |
| C c              | ç                | Q q              | q                | Ş ş              | ş                |
| Ç ç              | c                | Ƣ ƣ              | ğ                | T t              | t                |
| D d              | d                | L l              | l                | U u              | u                |
| E e              | e                | M m              | m                | Y y              | ü                |
| F f              | f                | N n              | n                | V v              | v                |
| G g              | g                | Ꞑ ꞑ              | ñ                | X x              | h                |
| H h              | h                | O o              | o                | Z z              | z                |
| I i              | i                | Ɵ ө              | ö                | Ƶ ƶ              | j                |
| J j              | y                | P p              | p                |                  |                  |

### Alphabet moderne

#### Latin

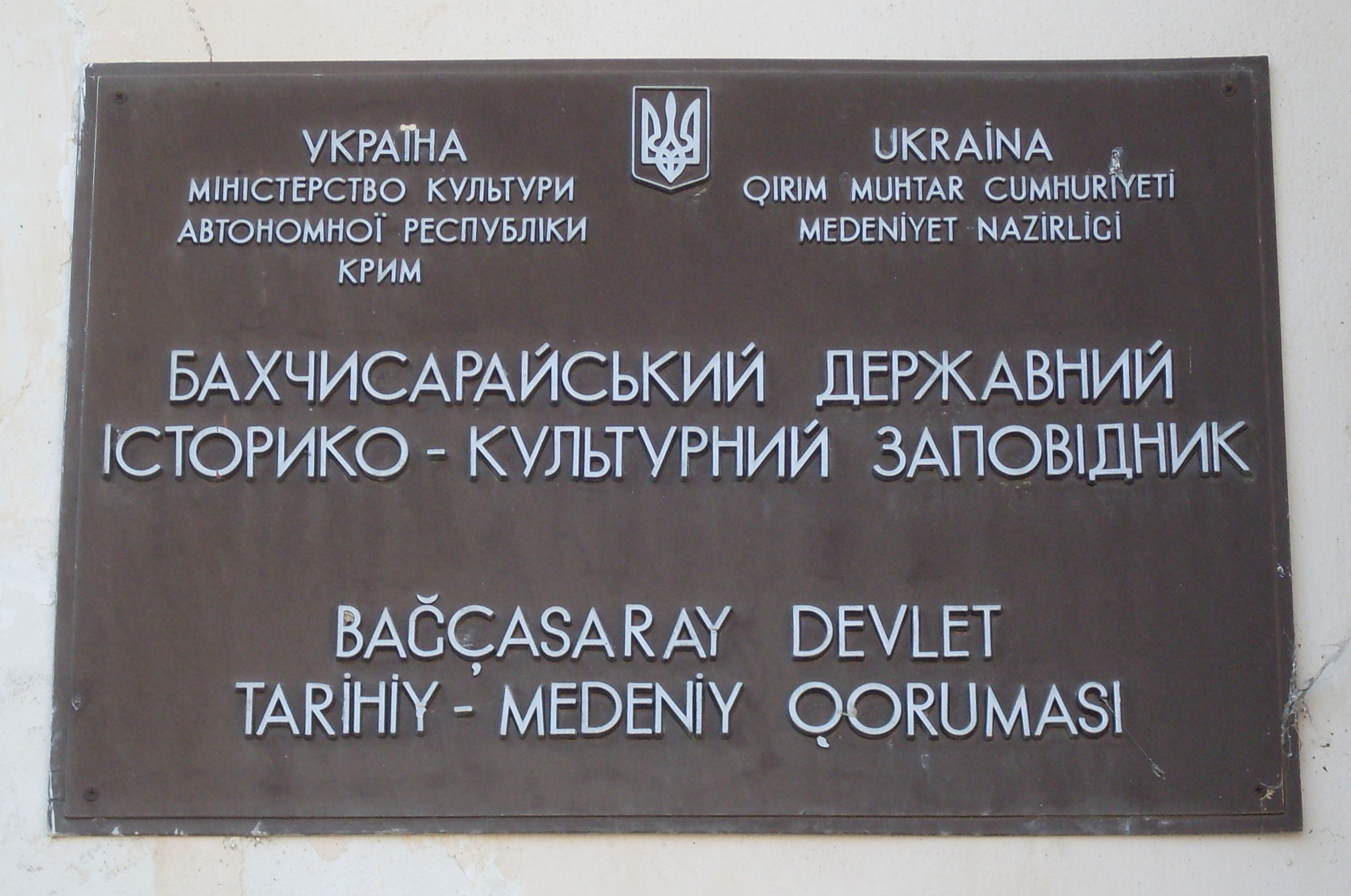
écriture latine à Bakhchisaray.

L'écriture latine moderne fut introduite en 1990, elle est basée sur l'alphabet turc avec 3 lettres supplémentaires Q, Ñ, Â. Cette écriture fut déclarée officielle en 1997 par le parlement de Crimée.
| A a* | B b | C c | Ç ç | D d | E e | F f | G g |
| Ğ ğ  | H h | I ı | İ i | J j | K k | L l | M m |
| N n  | Ñ ñ | O o | Ö ö | P p | Q q | R r | S s |
| Ş ş  | T t | U u | Ü ü | V v | Y y | Z z |     |

﹡Ââ n'est pas reconnue comme une lettre séparée, elle est utilisée pour marquer un adoucissement de la consonne la précédent.

#### Cyrillique
Il fut le seul alphabet officiel de 1928 à 1990. Il est basé sur le russe sans lettre supplémentaire.
| А а | Б б    | В в | Г г | Гъ гъ* | Д д    | Е е | Ё ё |
| Ж ж | З з    | И и | Й й | К к    | Къ къ* | Л л | М м |
| Н н | Нъ нъ* | О о | П п | Р р    | С с    | Т т | У у |
| Ф ф | Х х    | Ц ц | Ч ч | Дж дж* | Ш ш    | Щ щ | Ъ ъ |
| Ы ы | Ь ь    | Э э | Ю ю | Я я    |        |     |     |

﹡ Гъ (ğ), къ (q), нъ (ñ) et дж (c) sont des lettres à part entière.

#### Translittération latin-cyrillique
| Cyrillique | Latin | Notes                                                       |
| ---------- | ----- | ----------------------------------------------------------- |
| А а        | A a   |                                                             |
| Б б        | B b   |                                                             |
| В в        | V v   |                                                             |
| Г г        | G g   |                                                             |
| Гъ гъ      | Ğ ğ   |                                                             |
| Д д        | D d   |                                                             |
| Е е        | E e   | suit une consonne                                           |
| Е е        | Ye ye | initiale d'un mot, suit une voyelle ou ь                    |
| Ё ё        | Ö ö   | suit une consonne                                           |
| Ё ё        | Yö yö | initiale des mots "doux"                                    |
| Ё ё        | Yo yo | à l'initiale des mots durs ; suit une voyelle, ь ou ъ       |
| Ж ж        | J j   |                                                             |
| З з        | Z z   |                                                             |
| И и        | İ i   |                                                             |
| Й й        | Y y   |                                                             |
| К к        | K k   |                                                             |
| Къ къ      | Q q   |                                                             |
| Л л        | L l   |                                                             |
| М м        | M m   |                                                             |
| Н н        | N n   |                                                             |
| Нъ нъ      | Ñ ñ   |                                                             |
| О о        | Ö ö   | si о est la première lettre d'un mot doux                   |
| О о        | O o   | dans les autres cas                                         |
| П п        | P p   |                                                             |
| Р р        | R r   |                                                             |
| С с        | S s   |                                                             |
| Т т        | T t   |                                                             |
| У у        | Ü ü   | si у est la première lettre d'un mot doux                   |
| У у        | U u   | dans les autres cas                                         |
| Ф ф        | F f   |                                                             |
| Х х        | H h   |                                                             |
| Ц ц        | Ts ts |                                                             |
| Ч ч        | Ç ç   |                                                             |
| Дж дж      | C c   |                                                             |
| Ш ш        | Ş ş   |                                                             |
| Щ щ        | Şç şç |                                                             |
| ъ          | —     | n'est pas une lettre séparée en cyrillique                  |
| Ы ы        | I ı   |                                                             |
| ь          | —     | pas de signe spécial d'adoucissement                        |
| Э э        | E e   |                                                             |
| Ю ю        | Ü ü   | suit une consonne                                           |
| Ю ю        | Yü yü | initiale d'un mot, suit une voyelle ou ь dans les mots doux |
| Ю ю        | Yu yu | initiale d'un mot ou suitь dans les mots durs               |
| Я я        | Â â   | suit une consonne                                           |
| Я я        | Ya ya | initiale d'un mot, suit une voyelle ou ь                    |

## Littérature
Bekir Tchoban-zade (1893-1937) est un professeur de langues turciques et un poète en langue tatare de Crimée.